# バクチオール
バクチオール（INCI:Bakuchiol）は、テルペノフェノール化合物のメロテルペンの一種。オランダビユや、オトロビウム・プベッセンス Otholobium pubescens に天然に産生される成分。レチノールの機能類似体でありレチノール様の遺伝子発現を誘導し、シワと色素沈着の減少作用とレチノールのような皮むけを起こさないことから、エイジングケアのナチュラル志向と共に女性誌でも特集され化粧品に配合される成分となっている。

## 薬理
バクチオールはレチノールとは構造的には似ていないが機能的類似体であり、レチノール様の遺伝子発現を誘導しコラーゲンの生成を促す。またレチノールと比較して光また加水分解に対して安定性があり、日中でも使用できる。オランダビユから単離されたバクチオールは、口腔の病原菌となる多くのグラム陽性/グラム陰性菌に活性を示した。
おそらくレスベラトロールと構造的に似ているために、前臨床研究では抗がん作用が報告されている。バクチオールは、前立腺癌細胞に抗アンドロゲン作用を示し、細胞増殖を阻害する。ラットでの研究では、オランダビユのバクチオールとエタノール抽出物が、骨量減少を防ぐことを示した。
また抗酸化、抗炎症作用、抗腫瘍作用、糖尿病に関する膵β細胞の保護作用も報告されている。

## 有効性
16名の光老化の人々での単盲検試験では、0.5%バクチオールだけの含有クリームは、シワの深さを4週目で7%、8週目で13%、12週目で20%減少して累積的な効果を示し、細いシワや弾力性も改善された。44名のランダム化比較試験では、光老化のある人を対象として、0.5%バクチオールクリームあるいは0.5%レチノールは、共にシワの面積と色素沈着を減少させ同等であったが、レチノールの方が皮剥けと痛みを起こしていた。

## 副作用
植物成分であるためか、まれに接触性皮膚炎をおこしパッチテストでバクチオールが陽性となったケースが2019年に2件ある。